# Reaktory jądrowe IV generacji
Reaktory jądrowe IV generacji – wspólna nazwa projektów badawczo-rozwojowych przyszłościowych reaktorów jądrowych. Większość z nich prawdopodobnie nie będzie dostępna do użytku komercyjnego przed 2030 rokiem, z wyjątkiem projektu reaktora bardzo wysokotemperaturowego (Very High Temperature Reactor, VHTR), zwanego też Next Generation Nuclear Plant (NGNP). Prace nad NGNP mają zostać zakończone do 2021 roku. Reaktory obecnie czynne na świecie są uważane za systemy drugiej lub trzeciej generacji, podczas gdy większość reaktorów pierwszej generacji już wycofano z użytku. Badania reaktorów IV generacji zostały oficjalnie rozpoczęte na Generation IV International Forum (GIF). Są oparte na ośmiu technologicznych celach, zgrupowanych w czterech obszarach:
- zrównoważonego rozwoju,
- bezpieczeństwa i niezawodności,
- ekonomii,
- odporności na proliferację materiałów jądrowych i ochronie fizycznej.

Głównymi celami są: poprawa bezpieczeństwa jądrowego, zwiększenie odporności na proliferację, minimalizacja ilości odpadów i wykorzystanie zasobów naturalnych oraz redukcja kosztów wybudowania i uruchomienia tego typu elektrowni.

## Typy reaktorów

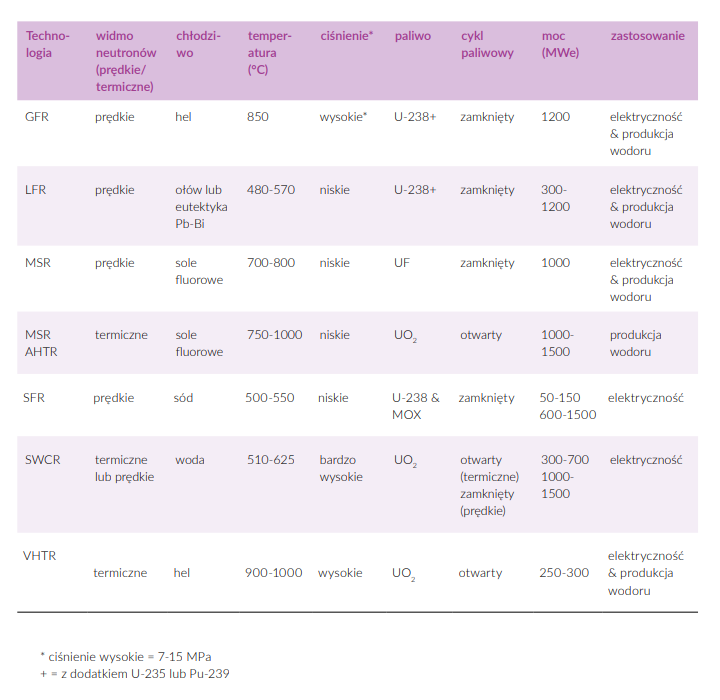
Podstawowe charakterystyki reaktorów IV Gen.

Początkowo rozważano wiele typów reaktorów, jednak lista ta została zmniejszona, aby skupić uwagę na najbardziej obiecujących technologiach i tych, dla których prawdopodobieństwo osiągnięcia celów stawianych reaktorom Gen IV jest największe. Spośród sześciu wybranych typów trzy są reaktorami na neutrony termiczne a trzy reaktorami prędkimi. VHTR jest również badany w kierunku potencjalnego zapewnienia wysokiej jakości energii cieplnej na potrzeby wytwarzania wodoru. Reaktory prędkie oferują możliwość przemiany jądrowej aktynowców dla dalszego zmniejszenia ilości odpadów promieniotwórczych i są w stanie produkować więcej paliwa jądrowego niż zużywają (powielanie paliwa).

### Reaktory termiczne

#### Reaktor bardzo wysokotemperaturowy (VHTR)

Reaktor bardzo wysokotemperaturowy (VHTR)

Projekt reaktora bardzo wysokotemperaturowego (Very-High-Temperature Reactor, VHTR) wykorzystuje rdzeń z moderatorem grafitowym z jednokrotnym cyklem paliwa uranowego. Konstrukcja tego typu reaktora zakłada temperaturę na wyjściu ok. 1000 °C. Tak wysoka temperatura umożliwia zastosowania takie jak ciepło procesowe czy produkcję wodoru przez termochemiczny cykl jodowo-siarkowy.
Planowana konstrukcja pierwszego VHTR, South African PBMR (pebble bed modular reactor), straciła rządowe dotacje w lutym 2010. Wyraźny wzrost kosztów i obawy o ewentualne niespodziewane problemy techniczne zniechęciły potencjalnych inwestorów i klientów.

#### Reaktor chłodzony wodą w stanie nadkrytycznym (SCWR)

Reaktor chłodzony wodą nadkrytyczną (SCWR)

Reaktory z wodą nadkrytyczną (Supercritical-Water-Cooled Reactor, SCWR) są układami wykorzystującymi wodę w stanie nadkrytycznym jako płyn roboczy. SCWR będzie w zasadzie reaktorem lekkowodnym (LWR) pracującym pod większym ciśnieniem i wyższą temperaturą z bezpośrednim, jednokrotnym obiegiem, jak się najczęściej przewiduje. Będzie podobny do reaktora z wodą wrzącą (BWR), ale ponieważ wykorzystuje wodę w stanie nadkrytycznym jako czynnik roboczy, ma tylko jedną fazę, tak jak reaktory ciśnieniowe (PWR).
Reaktory SCWR są obiecującymi zaawansowanymi systemami jądrowymi dzięki ich wysokiej sprawności termicznej (ok. 45% w porównaniu do 33% wydajności obecnie działających reaktorów lekkowodnych) i znacznemu uproszczeniu instalacji. Głównym zamierzeniem SCWR jest wytwarzanie taniej elektryczności. Projekt oparty jest na dwóch sprawdzonych technologiach: reaktorów LWR, które są najczęściej używanymi reaktorami energetycznymi na świecie oraz na kotłach opalanych paliwami kopalnymi z wodą w stanie nadkrytycznym, których duża liczba jest również używana na całym świecie. Koncepcja SCWR jest badana przez 32 organizacje w 13 krajach.

#### Reaktor chłodzony stopioną solą (MSR)

Reaktor chłodzony stopioną solą (MSR)

Reaktory ze stopionymi solami (MSR – Molten Salt Reactor) stanowią rodzaj reaktorów jądrowych, w których czynnikiem chłodzącym są stopione sole (różne rodzaje związków chemicznych). Zostało przedstawionych wiele projektów tego typu reaktora i zbudowano kilka prototypów. Wczesne koncepcje (i wiele obecnych) zakładały rozpuszczenie paliwa jądrowego w stopionej soli fluorkowej jako tetrafluorek uranu (UF4). Ciecz ta ma osiągać masę krytyczną przez wpłynięcie do grafitowego rdzenia, który jednocześnie służyłby za moderator neutronów. Wiele obecnych koncepcji polega na paliwie rozproszonym w matrycy grafitowej ze stopioną solą zapewniającą niskie ciśnienie i wysoką temperaturę chłodzenia.

### Reaktory prędkie

#### Reaktor prędki chłodzony gazem (GFR)

Reaktor prędki chłodzony gazem (GFR)

Reaktory prędkie chłodzone gazem (Gas-Cooled Fast Reactor, GFR) charakteryzują się widmem neutronów prędkich i zamkniętym cyklem paliwowym dla wydajnego przetwarzania uranu rozszczepialnego i gospodarowania aktynowcami. Chłodziwem w tym reaktorze jest hel o temperaturze na wyjściu ok. 850 °C a używanym cyklem turbiny gazowej obieg Braytona dla zapewnienia wysokiej sprawności termicznej. Rozważanych jest kilka form paliwa ze względu na możliwość pracy w bardzo wysokich temperaturach oraz w celu zapewnienia doskonałej retencji produktów rozszczepienia jak np. kompozytowe paliwo ceramiczne. Rdzeń miałby mieć budowę prętową, płytową lub w postaci granulowanej.

#### Reaktor prędki chłodzony sodem (SFR)

Reaktor prędki chłodzony sodem (SFR)

Reaktor chłodzony sodem (Sodium-cooled Fast Reactor, SFR) jest projektem opierającym się na dwóch ściśle związanych istniejących rozwiązaniach: reaktorze prędkim powielającym z ciekłym metalem (liquid metal fast breeder reactor, LMFBR) oraz integralnym reaktorze prędkim (Integral Fast Reactor, IFR).
Cele stawiane SFR to zwiększenie efektywności wykorzystania uranu przez powielanie plutonu i wyeliminowanie konieczności wywozu produktów rozszczepienia jądra atomowego poza obiekt. Projekt zakłada niemoderowany rdzeń pracujący na neutronach prędkich, zaprojektowany aby zapewnić możliwość przerobu dowolnego transuranowca (i w niektórych przypadkach użycia go jako paliwa). Oprócz korzyści z usunięcia długożyciowych nuklidów transuranowych z cyklu paliwowego, w przypadku przegrzania reaktora paliwo jądrowe rozszerza się termicznie i reakcja łańcuchowa automatycznie się zatrzymuje. W ten sposób reaktor ten staje się pasywnie bezpiecznym.

#### Reaktor prędki chłodzony ołowiem (LFR)

Reaktor prędki chłodzony ołowiem (LFR)

Reaktor prędki chłodzony ołowiem (Lead-cooled Fast Reactor, LFR) charakteryzuje się widmem neutronów prędkich oraz ołowiem lub eutektykiem ołów-bizmut (Lead-bismuth eutectic, LBE) jako ciekłym metalem chłodzącym rdzeń z zamkniętym cyklem paliwowym. Rozpatrywana jest budowa w formie prefabrykowanego rdzenia o długim czasie pomiędzy wymianami paliwa, o mocy elektrycznej od 50 do 150 MW, system modułowy o mocy modułu od 300 do 400 MW oraz dużą instalację monolityczną elektrowni o mocy 1200 MW. Paliwo jest postaci metalicznej lub azotków i zawiera materiał paliworodny i transuranowce. LFR jest chłodzony dzięki naturalnej konwekcji z temperaturą chłodziwa na wyjściu ok. 550 °C, ewentualnie do 800 °C, z użyciem zaawansowanych materiałów. Wyższa temperatura pozwala na produkcję wodoru przez procesy termochemiczne.

## Zalety i wady
W stosunku do obecnie stosowanej technologii elektrowni jądrowych korzyści zastosowania reaktorów 4. generacji obejmują:
- odpady jądrowe, których aktywność znacznie maleje w ciągu dekad zamiast mileniów,
- 100-300 razy większy uzysk energii z takiej samej ilości paliwa jądrowego,
- możliwość wykorzystania odpadów jądrowych do produkcji energii elektrycznej (co jest możliwe również w wielu użytkowanych reaktorach wcześniejszych generacji przy zastosowaniu zamkniętego cyklu paliwowego),
- zwiększone bezpieczeństwo użytkowania.

Wspólną wadą jakiejkolwiek nowej technologii reaktorowej jest możliwe początkowe zwiększenie ryzyka użytkowania, gdy operatorzy reaktora posiadają jeszcze niewielkie doświadczenie z nową technologią. Inżynier jądrowy David Lochbaum twierdzi, że prawie wszystkie poważne wypadki jądrowe wydarzyły się w chwili wdrażania najnowszej technologii. Twierdzi, że „problemy z wypadkami nowych reaktorów są dwojakie: powstają sytuacje, które były niemożliwe do wcześniejszego zaplanowania w symulacjach oraz ludzie popełniają błędy”. Jak stwierdził jeden z dyrektorów amerykańskich laboratoriów badawczych, „wytwarzanie, budowa, eksploatacja i utrzymanie nowych reaktorów zmierzy się ze stromą krzywą uczenia się: zaawansowane technologie będą miały zwiększone ryzyko wypadków i błędów. Technologia może być ulepszona, ludzie nie”.

## Kraje uczestniczące
- http://nuclear.energy.gov/genIV/neGenIV1.html
- https://web.archive.org/web/20091217235855/http://www.dti.gov.uk/energy/sources/nuclear/technology/fission/page17924.html
- https://web.archive.org/web/20090422155441/http://www.psi.ch/index_e.shtml
- https://web.archive.org/web/20060526045337/http://www.most.go.kr/index.html
- https://web.archive.org/web/20130125132921/http://www.eskom.co.za/live/index.php
- https://web.archive.org/web/20040606032400/http://www.jaeri.go.jp/
- http://www.cea.fr/
- http://www.aecl.ca/
- http://www.cnea.gov.ar/
- https://web.archive.org/web/20110317125012/http://www.euronuclear.org/info/generation-IV.htm
- https://web.archive.org/web/20110320235217/http://www.caea.gov.cn/n602669/n2231600/n2272156/n2272415/167948.html
- https://web.archive.org/web/20110503204618/http://www.minatom.ru/en/

Dziewięcioro członków założycieli GIF połączyło się w Szwajcarii w 2002 roku, Euratom w 2003 i ostatnio przyłączyły się Chiny i Rosja w końcu roku 2006.